# Idaea substriata
Idaea substriata là một loài bướm đêm trong họ Geometridae.